# Hexalectris
Hexalectris là một chi thực vật có hoa trong họ Lan.